# Галбе Зейлстра
Галбе Зейлстра (нід. Halbe Zijlstra; нар. 21 січня 1969) — нідерландський політик, член Народної партії за свободу та демократію. Обіймав посаду міністра закордонних справ Нідерландів з 26 жовтня 2017 року по 13 лютого 2018 року.